# Leonardo da Vinci
Leonardo da Vinci , italijanski renesančni arhitekt, izumitelj, znanstvenik,  inženir, kipar in slikar, * 15. april 1452, Vinci, Toskana, Italija, † 2. maj 1519, Cloux, Francija.
Zaradi vsestranske nadarjenosti ga opisujejo kot genija. Znan je v prvi vrsti po sliki Mona Lisa, ki je gotovo najbolj poznan portret, pa tudi največkrat predmet parodije, in po freski Zadnja večerja, ki je najbolj znamenito slikarsko delo z versko vsebino, s čimer se lahko meri edinole Michelangelovo Stvarjenje Adama. Leonardova risba Vitruvijev človek je tudi že kulturna ikona in jo srečamo lahko vsepovsod, na evro kovancu, šolskih knjigah in majicah. Od njegovih slik jih je preživelo morebiti samo petnajst, krivdo za to nosi delno njegovo nenehno in pogosto turbulentno eksperimentiranje s tehnikami in pa obotavljanje ter zavlačevanje. Obstaja 15 pomembnih umetnin, ki jih večina umetniških zgodovinarjev delno ali pa v celoti pripisujejo Leonardu. Znan je pa tudi po številnih izumih, ki so bili preveč napredni za takratno dobo in jih za časa življenja ni uveljavil. Poleg tega je tvorno prispeval k raziskavam na področjih anatomije, astronomije in gradbeništva.

## Življenje

### Zgodnje obdobje

#### Rojstvo in ozadje
Leonardo da Vinci, pravilno imenovan Leonardo di ser Piero da Vinci (Leonardo, sin ser Piera iz Vincija), je bil rojen 15. aprila 1452 na toskanskem hribu ali blizu njega v kraju Vinci;  Firence so bile oddaljene 20 milj. Rodil se je izven zakona Ser Pieru da Vinciju (Ser Piero di Antonio di Ser Piero di Ser Guido da Vinci; 1426–1504), firenškemu notarju in Caterini (ok. 1434 – 1494), iz nižjega razreda. Še vedno ni jasno, kje se je Leonardo rodil; tradicionalno poročilo iz lokalnega ustnega izročila, ki ga je zapisal zgodovinar Emanuele Repetti pravi, da je bil rojen v Anchianu, podeželskem zaselku, ki bi nudil dovolj zasebnosti za nezakonsko rojstvo, čeprav je še vedno možno, da se je rodil v hiši v Firencah, ki jo je Ser Piero skoraj zagotovo imel. Leonardova starša sta se ločeno poročila leto po njegovem rojstvu. Caterina – ki se pozneje v Leonardovih zapiskih pojavi samo kot »Caterina« ali »Catelina« – je običajno identificirana kot Caterina Buti del Vacca, ki se je poročila z lokalnim obrtnikom Antoniom di Pierom Buti del Vacca z vzdevkom »L'Accattabriga« (prepirljivec)«. Predlagane so bile tudi druge teorije, zlasti umetnostni zgodovinar Martin Kemp, ki je predlagal Caterino di Meo Lippi, siroto, ki se je poročila domnevno s pomočjo Ser Piera in njegove družine. Ser Piero se je poročil z Albiero Amadori – potem ko je bil zaročen z njo eno leto – in po njeni smrti leta 1464 se je poročil še trikrat. Od vseh zakonov je imel Leonardo na koncu 16 polbratov in sester (od katerih jih je 11 preživelo otroštvo), ki so bili veliko mlajši od njega (zadnji se je rodil, ko je bil Leonardo star 46 let) in s katerimi je imel zelo malo stikov.}}
Zelo malo je znanega o Leonardovem otroštvu in veliko je zavito v mit, deloma zaradi njegove biografije v pogosto apokrifnih Življenjih najodličnejših slikarjev, kiparjev in arhitektov (1550) umetnostnega zgodovinarja iz 16. stoletja Giorgia Vasarija. Davčni zapisi kažejo, da je vsaj do leta 1457 živel v gospodinjstvu svojega dedka po očetovi strani, Antonia da Vincija, vendar je možno, da je leta pred tem preživel v skrbi svoje matere v Vinciju, Anchianu ali Campo Zeppiju, v župniji San Pantaleone. Domneva se, da je bil blizu svojemu stricu Francescu da Vinciju, vendar je bil njegov oče verjetno večino časa v Firencah. Ser Piero, ki je bil potomec dolge vrste notarjev, je vsaj do leta 1469 ustanovil uradno rezidenco v Firencah in imel uspešno kariero. Kljub družinski zgodovini je Leonardo prejel le osnovno in neformalno izobrazbo (ljudskega) pisanja, branja in matematike, verjetno zato, ker so bili njegovi umetniški talenti prepoznani zgodaj, zato se je njegova družina odločila, da svojo pozornost usmeri tja.
Kasneje v življenju je Leonardo zapisal svoj najzgodnejši spomin, zdaj v Codex Atlanticus. Ko je pisal o ptičjem letu, se je kot dojenček spominjal, ko mu je v zibelko priletel zmaj in mu z repom odprl usta; komentatorji še vedno razpravljajo o tem ali je bila anekdota dejanski spomin ali fantazija.

### Verrocchiova delavnica
Sredi 1460-ih se je Leonardova družina preselila v Firence, ki so bile takrat središče krščanske humanistične misli in kulture. Približno pri 14 letih je postal garzone (vajenec) v delavnici Andrea del Verrocchia, ki je bil vodilni florentinski slikar in kipar svojega časa. To je bilo približno v času smrti Verrocchiovega mojstra, velikega kiparja Donatella. Leonardo je postal vajenec pri 17 letih in ostal na usposabljanju sedem let. Drugi znani slikarji, ki so bili vajenci v delavnici ali povezani z njo, so Domenico Ghirlandaio, Perugino, Sandro Botticelli in Lorenzo di Credi. Leonardo je bil izpostavljen tako teoretičnemu usposabljanju kot širokemu naboru tehničnih veščin, vključno z risanjem, kemijo, metalurgijo, obdelavo kovin, ulivanjem mavca, obdelavo usnja, mehaniko in lesarstvom, pa tudi z umetniškimi veščinami risanja, slikanja, kiparjenje in modeliranje.
Leonardo je bil sodobnik Botticellija, Ghirlandaia in Perugina, ki so bili vsi nekoliko starejši od njega. Spoznal bi jih v delavnici Verrocchia ali na Platonovi akademiji Medičejcev. Firence so krasila dela umetnikov, kot sta Donatellov sodobnik Masaccio, čigar figurativne freske so bile prežete z realizmom in čustvi in Lorenzo Ghiberti, čigar Vrata Paradiža, bleščeča z zlatimi lističi, so prikazovala umetnost združevanja kompleksnih figuralnih kompozicij s podrobnimi arhitekturnimi ozadji. Piero della Francesca je podrobno preučil perspektivo [42] in bil prvi slikar, ki je znanstveno raziskal svetlobo. Te študije in razprava Leona Battiste Albertija De pictura naj bi močno vplivale na mlajše umetnike in še posebej na Leonardova opažanja in umetniška dela.
Večino poslikav v Verrocchiovi delavnici so naredili njegovi pomočniki. Po Vasariju je Leonardo sodeloval z Verrocchiem pri njegovem Kristusovem krstu, pri čemer je naslikal mladega angela, ki drži Jezusovo oblačilo na način, ki je bil boljši od njegovega mojstra, da je Verrocchio odložil čopič in ni nikoli več slikal, čeprav naj bi bila to apokrifna zgodba. Natančen pregled razkrije dele dela, ki so bili naslikani ali popravljeni s tempero z novo tehniko oljne barve, vključno s pokrajino, skalami, ki se vidijo skozi rjavi gorski potok in večino Jezusove figure, ki priča o roki Leonarda. Leonardo je bil morda model za dve Verrocchiovi deli: bronasti kip Davida v Bargellu in nadangela Rafaela v Tobija in angel.
Vasari pripoveduje zgodbo o Leonardu kot zelo mladem človeku: lokalni kmet si je izdelal okrogel ščit in prosil, naj mu ga Ser Piero poslika. Leonardo, ki ga je navdihnila zgodba o Meduzi, se je odzval s sliko pošasti, ki bljuje ogenj, ki je bila tako grozljiva, da je njegov oče kupil drug ščit, da bi ga dal kmetu in Leonardovega prodal florentinskemu trgovcu z umetninami za 100 dukatov, ki ga je nato prodal milanskemu vojvodi.Vasari 1991, str. ;287–289</ref>

### Prvo firenško obdobje (1472–ok. 1482)
Do leta 1472, ko je bil star 20 let, se je Leonardo kvalificiral za mojstra v cehu svetega Luke, cehu umetnikov in doktorjev medicine, toda tudi potem, ko ga je oče zaposlil v lastni delavnici, je bila njegova navezanost na Verrocchia taka, da je še naprej sodeloval in živel z njim. Leonardovo najzgodnejše znano datirano delo je risba s peresom in tušem iz leta 1473 Dolina Arno a 1473 pen-and-ink drawing. Po Vasariju je bil mladi Leonardo prvi, ki je predlagal, da bi reka Arno postala plovni kanal med Firencami in Piso.
Januarja 1478 je Leonardo prejel neodvisno naročilo za izdelavo oltarne slike za kapelo sv. Bernarda v Palazzo Vecchio,  kar je kazalo na njegovo neodvisnost od Verrocchiovega studia. Anonimni zgodnji biograf, znan kot Anonimo Gaddiano, trdi, da je leta 1480 Leonardo živel pri Medičejcih in pogosto delal na vrtu trga Piazza San Marco v Firencah, kjer se je srečevala neoplatonska akademija umetnikov, pesnikov in filozofov, ki so jo organizirali Medičejci. Marca 1481 je od menihov San Donata v Scopetu prejel naročilo za Poklon treh Kraljev. Nobeno od teh začetnih naročil ni bilo dokončano, opuščeno pa je bilo, ko je Leonardo ponudil svoje usluge milanskemu vojvodi Ludovicu Sforzi. Leonardo je Sforzi napisal pismo, v katerem je opisal različne stvari, ki jih lahko doseže na področju inženiringa in oblikovanja orožja, ter omenil, da zna slikati. S seboj je prinesel srebrno godalno glasbilo – lutnjo ali liro – v obliki konjske glave.
Z Albertijem je Leonardo obiskal domovino Medičejcev in preko njih spoznal starejše humanistične filozofe, med katerimi so bili Marsiglio Ficino, zagovornik neoplatonizma; prednjačila sta Cristoforo Landino, pisec komentarjev k klasičnim spisom in John Argyropoulos, učitelj grščine in prevajalec Aristotela. S Platonovo akademijo Medičejcev je bil povezan tudi Leonardov sodobnik, sijajni mladi pesnik in filozof Pico della Mirandola. Leta 1482 je Lorenzo de' Medici poslal Leonarda kot veleposlanika k Ludovicu il Moru, ki je vladal Milanu med letoma 1479 in 1499.
- Madona z nageljnom, c. 1472–1478, Stara pinakoteka, München
- Pokrajina doline Arno (1473)
- Ginevra de' Benci, ok. 1474–1480, National Gallery of Art, Washington D. C.
- Benoisova Madona, ok. 1478–1481, Ermitaž, Sankt Peterburg
- Skica obešanja, Bernardo Bandini Baroncelli, 1479
- Oznanjenje, ok. 1472–1475, galerija Uffizi
- Sveti Hieronim v divjini, ok. 1480, Pinacoteca Vaticana

### Prvo milansko obdobje (ok. 1482–1499)
Leonardo je delal v Milanu od leta 1482 do 1499. Dobil je naročilo, da naslika sliko Madona v votlini za Bratovščino Brezmadežnega spočetja in Zadnjo večerjo za samostan Santa Maria delle Grazie. Spomladi 1485 je Leonardo v imenu Sforze odpotoval na Madžarsko, da bi se srečal s kraljem Matijo Korvinom in ta mu je naročil, naj naslika Madono. Leonardo je bil zaposlen pri številnih drugih projektih za Sforzo, vključno s pripravo vozov in tekmovanj za posebne priložnosti, risbo in leseno maketo a drawing za natečaj za oblikovanje kupole milanske stolnice (ki jo je umaknil)  in model za ogromen konjeniški spomenik Ludovikovemu predhodniku Francescu Sforzi. To bi po velikosti preseglo edina dva velika konjeniška kipa iz renesanse, Donatellovega Konjenika Gattamelata v Padovi in Verrocchiov konjeniški kip Bartolomea Colleonija v Benetkah in postal znana kot Gran Cavallo. Leonardo je dokončal model konja in izdelal podrobne načrte za njegovo ulivanje, vendar je Ludovico novembra 1494 dal bron svojemu svaku, da bi ga uporabil za top za obrambo mesta pred francoskim kraljem Karlom VIII.
Sodobna korespondenca poroča, da je milanski vojvoda Leonardu in njegovim pomočnikom naročil, naj poslikajo Sala delle Asse v gradu Sforzesco. Okrasitev je bila dokončana leta 1498. Projekt je postal trompe l'oeil dekoracija, zaradi katere je bila velika dvorana videti kot pergola, ustvarjena iz prepletenih vej šestnajstih murv, katerih krošnje so vključevale zapleten labirint listov in grč na stropu.
- Glava ženske, ok. 483–1485}}, Kraljeva knjižnica  Torino
- Portret glasbenika, ok. 1483–1487, Pinacoteca Ambrosiana, Milano
- Dama s hermelinom, ok. 1490, Narodni muzej, Krakov
- Leonardov konj v srebrenki, ok. 1488[31]
- La Belle Ferronnière, ok. 1490–1498
- Detajl obnove 1902, Sala delle Asse, trompe l'oeil (1498)

### Drugo firenško obdobje (1500–1508)
Ko je Francija leta 1500 strmoglavila Ludovica Sforzo, je Leonardo v spremstvu svojega pomočnika Salaìja in prijatelja, matematika Luce Paciolija, pobegnil iz Milana v Benetke. V Benetkah je bil Leonardo zaposlen kot vojaški arhitekt in inženir, ki je razvijal metode za obrambo mesta pred pomorskim napadom. Ob vrnitvi v Firence leta 1500 je bil on in njegova družina gost menihov servitov v samostanu Santissima Annunziata in dobili so delavnico, kjer je po Vasariju Leonardo ustvaril risanko Devica z otrokom, sv. Ano in sv. Janezom Krstnikom, delo, ki je poželo takšno občudovanje, da so se »moški [in] ženske, mladi in stari« zgrinjali, da bi si ga ogledali, »kot bi šli na slovesen praznik«.
V Ceseni leta 1502 je Leonardo vstopil v službo Cesareja Borgie, sina papeža Aleksandra VI., deloval kot vojaški arhitekt in inženir ter potoval po Italiji s svojim pokroviteljem. Leonardo je ustvaril zemljevid trdnjave Cesare Borgia, načrt mesta Imola, da bi pridobil njegovo pokroviteljstvo. Ko ga je Cesare videl, je Leonarda najel kot svojega glavnega vojaškega inženirja in arhitekta. Kasneje v tem letu je Leonardo izdelal še en zemljevid za svojega pokrovitelja, zemljevid doline Chiana v Toskani, da bi svojemu pokrovitelju omogočil boljši prikaz zemlje in večji strateški položaj. Ta zemljevid je ustvaril v povezavi s svojim drugim projektom gradnje jezu od morja do Firenc, da bi omogočil oskrbo z vodo za vzdrževanje kanala v vseh letnih časih.
Leonardo je zapustil Borgiovo službo in se v začetku leta 1503 vrnil v Firence, kjer se je 18. oktobra istega leta ponovno pridružil cehu svetega Luke. Istega meseca je Leonardo začel delati na portretu Lise del Giocondo', modela za Mona Liso, na katerem je nadaljeval delo do svojega konca. Januarja 1504 je bil del odbora, ki je bil ustanovljen za priporočilo, kam naj postavijo Michelangelov kip Davida. Nato je preživel dve leti v Firencah, kjer je oblikoval in poslikal stensko poslikavo itka pri Anghiariju za Sinjorijo, Michelangelo pa je oblikoval njen spremljevalni del, Bitka pri Cascini.
Leta 1506 je Leonarda v Milano poklical Karel II. d'Amboise, vršilec dolžnosti francoskega guvernerja mesta. Tam je Leonardo sprejel še enega učenca, grofa Francesca Melzija, sina langobardskega aristokrata, ki velja za njegovega najljubšega učenca. Firenški koncil je želel, da se Leonardo nemudoma vrne in dokonča Bitko pri Anghiariju, vendar je dobil dovoljenje po ukazu Ludvika XII., ki je razmišljal, da bi umetniku naročil nekaj portretov. Leonardo je morda začel s projektom za konjeniško figuro d'Amboisa;  voščeni model je preživel in je, če je pristen, edini ohranjeni primerek Leonardove skulpture. Leonardo je sicer lahko svobodno sledil svojim znanstvenim interesom. Številni Leonardovi najuglednejši učenci so poznali ali delali z njim v Milanu, vključno z Bernardinom Luinijem, Giovannijem Antoniom Boltraffiom in Marcom d'Oggionom. Leta 1507 je bil Leonardo v Firencah in reševal spor z bratoma glede posesti svojega očeta, ki je umrl leta 1504.
- Marija in otrok s sveto Ano, ok. 1501–1519, Louvre, Pariz
- Leonardov zemljevid Imole, ustvarjen za Cesareja Borgio, 1502
- Študija za bitko pri Anghiariju (zdaj izgubljena), ok. 1503, Muzej lepih umetnosti, Budimpešta
- La Scapigliata, ok. 1506–1508 (nedokončano), Galleria Nazionale di Parma, Parma
- Študija za Leda in labod (zdaj izgubljena), c. 1506–1508, Chatsworth House, Anglija

### Drugo milansko obdobje (1508–1513)
Do leta 1508 se je Leonardo vrnil v Milano in živel v svoji hiši v Porta Orientale v župniji Santa Babila.
Leta 1512 je delal na načrtih za konjeniški spomenik Gianu Giacomu Trivulziu, vendar je to preprečila invazija konfederacije švicarskih, španskih in beneških sil, ki je pregnala Francoze iz Milana. Leonardo je ostal v mestu in leta 1513 nekaj mesecev preživel v Medičejski vili Vaprio d'Adda.

### Rim in Francija (1513–1519)
Marca 1513 je sin Lorenza de' Medicija Giovanni prevzel papeštvo (kot papež Leon X.); Septembra je Leonardo odšel v Rim, kjer ga je sprejel papežev brat Giuliano. Od septembra 1513 do 1516 je Leonardo večino svojega časa preživel na dvoru Belvedere v Apostolski palači, kjer sta bila dejavna tako Michelangelo kot Rafael. Leonardo je prejel 33 dukatov na mesec in po Vasariju je okrasil kuščarja z luskami, potopljenimi v živo srebro. Papež mu je dal naročilo slikanja z neznano tematiko, vendar ga je preklical, ko se je umetnik lotil razvoja nove vrste laka. Leonardo je zbolel, kar je bila morda prva od številnih kapi, ki so privedle do smrt. Ukvarjal se je z botaniko v vrtovih Vatikana in dobil nalogo, da naredi načrte za papeževo predlagano izsuševanje Pontskega močvirja. Prav tako je seciral trupla in delal zapiske za razpravo o glasilkah; te je dal uradniku v upanju, da bo ponovno pridobil papeževo naklonjenost, vendar je bil neuspešen.
Oktobra 1515 je kralj Franc I. Francoski ponovno zavzel Milano. Leonardo je bil 19. decembra prisoten na srečanju Franca I. in Leona X.., ki je potekalo v Bologni. Leta 1516 je Leonardo vstopil v Francovo službo in dobil v uporabo graščino Clos Lucé, blizu kraljeve rezidence v kraljevem Château d'Amboise. Ker ga je Franc pogosto obiskoval, je narisal načrte za ogromno grajsko mesto, ki ga je kralj nameraval postaviti v Romorantinu in naredil mehaničnega leva, ki je med predstavo hodil proti kralju in – ko ga je udarila palica – odprl skrinjo, da bi razkril grozd lilij. Leonarda je v tem času spremljal njegov prijatelj in vajenec Francesco Melzi, podpirala pa ga je pokojnina v skupni vrednosti 10.000 scudov. V nekem trenutku je Melzi narisal Leonardov portret; edina druga znana iz njegovega življenja sta bili skica neznanega pomočnika na zadnji strani ene od Leonardovih študij (ok. 1517) in risba Giovannija Ambrogia Figina, ki prikazuje starejšega Leonarda z desno roko, zavito v oblačila. Slednji, poleg zapisa o obisku Louisa d'Aragona oktobra 1517, potrjuje poročilo o Leonardovi desni roki, ko je bil star 65 let, kar lahko nakazuje, zakaj je odšel nedokončana dela, kot je Mona Lisa. Nadaljeval je z določeno zmogljivostjo, dokler na koncu ni zbolel in več mesecev priklenjen na posteljo.

#### Smrt
Leonardo je umrl v Clos Lucéju 2. maja 1519 v starosti 67 let, verjetno zaradi možganske kapi. Franck I. je postal njegov tesen prijatelj. Vasari opisuje Leonarda, ki je na smrtni postelji poln kesanja objokoval, da je »užalil Boga in ljudi, ker ni prakticiral svoje umetnosti, kot bi moral«. Vasari pravi, da je Leonardo v svojih zadnjih dneh poslal po duhovnika, da opravi spoved in prejme sveti zakrament. Vasari tudi zapisuje, da je kralj med umiranjem držal Leonardovo glavo v naročju, čeprav je ta zgodba morda bolj legenda kot dejstvo. V skladu z njegovo oporoko je šestdeset beračev, ki so nosili sveče, sledilo Leonardovi krsti. Melzi je bil glavni dedič in izvršitelj, poleg denarja pa je prejel Leonardove slike, orodje, knjižnico in osebne stvari. Leonardov drugi dolgoletni učenec in spremljevalec, Salaì in njegov služabnik Baptista de Vilanis sta prejela vsak polovico Leonardovih vinogradov. Njegovi bratje so prejeli zemljo, njegova služabnica pa plašč s krznom. 12. avgusta 1519 so Leonardove posmrtne ostanke pokopali v kolegjski cerkvi svetega Florentina v Château d'Amboise.
Salaì ali Il Salaino (»mali umazanec«, tj. hudič) je leta 1490 vstopil v Leonardovo gospodinjstvo kot pomočnik. Že po enem letu je Leonardo sestavil seznam svojih prekrškov in ga označil za »tatu, lažnivca, trmoglavca in požrešnika«, potem ko je vsaj petkrat pobegnil z denarjem in dragocenostmi ter zapravil bogastvo za oblačila. Kljub temu je Leonardo z njim ravnal zelo prizanesljivo in ostal je v Leonardovem gospodinjstvu naslednjih trideset let. Salaì je naslikal več slik pod imenom Andrea Salaì, toda čeprav Vasari trdi, da ga je Leonardo »naučil veliko stvari o slikanju«, se njegovo delo na splošno šteje za manj umetniško vredno kot druga dela Leonardovih učencev, npr. kot Marco d'Oggiono in Boltraffio.
Salaì je bil lastnik Mona Lise v času Leonardove smrti leta 1524 in v njegovi oporoki je bila ocenjena na 505 lir, kar je izjemno visoka vrednost za majhen portret na plošči. Kakih 20 let po Leonardovi smrti je Franc I. po poročanju zlatarja in kiparja Benvenuta Cellinija rekel: »Nikoli se na svetu ni rodil človek, ki bi vedel toliko kot Leonardo, ne toliko o slikarstvu, kiparstvu in arhitekturi, kot tisti bil je zelo velik filozof.« 

## Umetnost
V zvezi z Leonardom da Vincijem navadno omenjamo zgolj njegovo umetnost, kar je nekoliko krivično do ostalih področij, na katerih je vzpostavil svoje genialne teorije. Za številne umetnostne zgodovinarje je Leonardo da Vinci ključna osebnost renesančne zgodovine. Vendar celo ta veličastna označba Leonarda da Vincija omejuje, že če izvzamemo bogastvo in trajnost njegovega dela. Ne da se ga vezati na določeno področje in več kot vemo o njem, bolj skrivnosten postaja. To odpre vprašanja njegove identitete umetnika. Sam Leonardo da Vinci se je norčeval iz toži bab in deklamatorjev, iz priliznjencev in stremuških izobražencev v Vatikanu. Preziral in zasmehoval jih je, ker le citirajo predhodnike zaradi pomanjkanja neodvisnosti njihovega duha. Leonardo da Vinci ni imel izobrazbe, kaj šele višje šole ali diplome. Svoje znanje je pridobil z opazovanjem. V navzkrižju je bil z večino bogatih trgovcev z umetninami in pokrovitelji, ko pa ga zaradi svojeglavosti niso več prenašali niti Medičejci, se je preselil na Milanski dvor. Tam je prejel pomembno naročilo: Zadnja večerja in konjeniški kip Francesca Sforze. Sliko Madona v votlini pa je naslikal po naročilu bratov de Predis. Leonardo da Vinci je 4 leta preživel v Rimu in čakal naročila, kar je vzbudilo posmeh Medičejcev. Leonardo bi nam zapustil več slik, če bi imel več naročil. Včasih je bilo v navadi, da slikar ni slikal brez vnaprejšnjega naročila. Leonardo da Vinci pa je umetniško skiciral tudi številne naravne pojave, izume in živa bitja. Te skice so imele neprecenljivo vrednost na znanstvenem področju. Prav iz njegovih del naj bi se začela razvijati znanost ali znanosti, kakor jih sedaj poznamo (kemija, anatomija, fizika, ...). Trdil je, da slikar tekmuje in se pogovarja z naravo. S svojimi raziskovanji je hotel podati ljudem znanje, želel jim je povedati tisto malo več, kot so lahko opazili v vsakodnevnem življenju. Po letu 1911, ko je italijanski pleskar in pomožni delavec v Louvru ukradel Mono Liso in s tem povzročil škandal, jo uvrščajo med najslavnejše slike. Ena izmed hipotez trdi, da Leonardo da Vinci ni nikoli dokončal Mone Lise, slikani portret namreč nima obrvi in še nekaj podrobnosti. Mogoče je, da so z leti podrobnosti zbledele. Leonardo naj bi sliko zapustil svojemu najljubšemu učencu in ne naročniku. Po zapisih naj bi mladenko, ki je pozirala, zabavali glasbeniki in igralci. To je malo verjetno, saj je pozirala dve leti. Na tej sliki se odraža Leonardovo neprekosljivo posnemanje narave. Z izjemno občutljivostjo je prikazal njen tridimenzionalni obraz, sproščene nakodrane lase, ki jih prekriva tanka tančica. Sedi ob zidu okna, ki se odpira v pokrajino v ozadju. Njene obleke odražajo špansko modo. Lisin mož, ki je trgoval z oblekami, se je gotovo zavedal prevladujoče mode.
Leonardo je bil znanec Cesare Borgia, brata Lukrecije Borgie in sestre njenega moža, Isabelle d'Este. Način, kako ima prekrižane roke, se ujema z držo, ki je bila v poznem 15. stol izraz ženstvene vrline in skromnosti. Obleka in drža sta v skladu s tedanjim družbenim načinom, podobno kot so upodobitve Madone skušale odgovarjati stereotipnim pričakovanjem, na ta način, da so odražale predstavo o ženski, da je družinsko in krepostno bitje. Portret Mone Lise je mojstrsko uresničenje študij. Leonardo je o tej sliki izjavil: »Dober slikar mora naslikati predvsem dve glavni stvari - osebo in namen, ki ga ta oseba nosi v svoji duši«.
Izjemno znana je tudi Leonardova freska Zadnja večerja. Pri tej freski je opaziti odpadanje barvnih plasti, saj je slikal na inovativen način, ki ni zdržal več in sto let. V Leonardovem času so slikarji slikali stenske poslikave s tehniko al fresco, tako da so na vlažen apnen omet nanašali plasti barve in pigment se je vezal na steno. Leonardo pa je želel doseči, da bi imela freska bolj izrazite barvne odtenke in bi osebe delovale bolj resnično. Tako je barve nanašal z mešanico olja in tempere kot vezivo. V tistem času bi morala izgledati izjemna, a ta tehnika ni vodoodporna, zato se je z leti navlažila in luščila kos za kosom. Zadnja večerja v refektoriju dominikanskega samostana cerkve Santa Maria delle Grazie je Leonardovo najpomembnejše delo v milanskem obdobju. V nasprotju s tradicijo je Leonardo izbral trenutek, ko Jezus pove učencem, da ga bo eden od njih izdal. Judež ni upodobljen kot heretik, ali izločen na zunanji del mize. V številnih pogledih je Leonardo prekinil tradicijo 15. stoletja. Gledalec lahko začuti razburjene in vprašanj polne apostole, ko izvedo novico, sredi spopadov in vprašanj pa Kristus ponuja rešitev.
Leonardo je svojo življenjsko pot kot umetnik začel okoli leta 1469, ko ga je njegov oče zaradi velike nadarjenosti dal v Verrocchijevo delavnico. Verrocchieva (njegovo pravo ime je Andrea di Dione) posebnost je bila perspektiva, na katere so se umetniki šele začeli navajati, Leonardo pa je bil kaj hitro kos vsem izzivom te tehnike. Ni potreboval veliko časa, da je celo prekosil Verrocchia. Legenda pravi, da je Verrocchio v jezi, ker ga je mladenič prekosil v slikanju zatrdil, da ne bo nikoli več slikal. (To morda celo drži, saj je slikarskih del, ki jih lahko pripišemo Verrocchiu, po sodelovanju s svojim učencem malo.)
Renesančna Italija je bila stoletja oddaljena od današnje kulture fotografije in filma, vendar je Leonardo vselej pojmoval slikanje kot nekakšen univerzalen jezik. S perspektivo in drugimi realističnimi elementi je poskušal ustvariti zanesljivo interpretacijo življenja. Leonardova intenca je stremela k upodabljanju videnega. Njegov slog je postal značilen za 16. stoletje, danes ga imenujemo karton.
Da Vinci je presegel svoje misli tako, da je naredil znanstveno študijo o svetlobi in senci v naravi. Ugotovil je, da stvari niso sestavljene iz obrob, ampak so tridimenzionalna telesa, določena s svetlobo in senco. Poznana kot chiaroscúro, je tehnika, ki je dajala njegovim slikam mehkobo, ob kateri se starejša slikarska dela zdijo mnogo bolj karikirana in ploskovita. Ugotovil je tudi, da se detajl in barva spreminjata glede na oddaljenost predmeta. Tehniko, v italijanščini imenovano sfumato, so sicer iznašli flamski in nato uporabljali beneški slikarji, v Leonardovih rokah pa je postala posebno orodje za uprizarjanje atmosfere ter globine. Za izpopolnjevanje svoje tehnike se je Leonardo ukvarjal z znanostjo. Njegovo proučevanje narave ter anatomije je jasno razvidno iz njegovih slik; te so namreč realistične, figure na njih pa zelo natančno upodobljene. Bil je prvi umetnik, ki je proučeval telesna razmerja moških, žensk in otrok, ter jih uporabil za idealno proporcionalno šablono.
Za razliko od svojih sodobnikov (denimo Michelangela), Leonardo ni pretiraval z mišičastimi telesi. V začetku je takšen slog slikanja, ki se je razvil po nekaterih delavnicah (predvsem v Firencah), pravzaprav močno zavračal. Ko pa je leta 1503 dobil naročilo za poslikavo v Palazzo Vecchio (Firence), je bil prisiljen sodelovati s precej mlajšim Michelangelom in Leonardo ga je hote ali ne občudoval. Ohranile so se njegove študije, narejene po Michelangelovem Davidu in še kar nekaj risb z močno poudarjeno mišično strukturo. Vendar se je njegovo poznavanje človeške anatomije izkazalo kot široko, da bi se lahko pri 51. letu starosti pričel ukvarjati z nečim, kar nekateri označujejo že kot karikaturo.
Leonardo je verjel, da mora umetnik poznati ne le pravila perspektive, ampak vse zakone narave. Verjel je, da je oko popoln instrument za učenje vseh teh zakonov, umetnik pa popoln človek, ki zmore vse to naslikati.

## Znanost in tehnika
Morda še prepričljivejše od njegovega umetniškega delovanja, so njegove študije o znanosti in tehniki. Zapisoval jih je v zvezke in obsegajo okoli 13.000 strani zapiskov in risb, ki združujejo umetnost z znanostjo. Kot levičar je vse življenje uporabljal zrcalno pisanje (kar razlaga dejstvo, da je pero lažje vleči kot potiskati; pri zrcalnem pisanju levičar vleče pero od desne proti levi).
Njegov pristop k znanosti je bil opisen — pojav je skušal razumeti tako, da ga je opisal in izrisal do najmanjše podrobnosti poskusov, vendar teoretičnih razlag ni poudarjal. Vse življenje je načrtoval veliko enciklopedijo z natančnimi risbami vsega. Ker ni imel formalne izobrazbe v latinščini in matematiki, so ga znanstveni sodobniki pretežno prezirali.
Leonardove beležnice in dnevniki nudijo neposreden vpogled v njegovo raziskovanje znanosti, narave, anatomije, … Njegova izjemnost se skriva v moči bistroumnega opazovanja, ter v tem, da organa ni le naslikal, ampak se je tudi spraševal o namenu in uporabnosti. Na osnovi takšnega pristopa k raziskovanju je nastala nova metoda odkrivanja narave. Znanost tega časa pa je do tedaj ovirala togost njenih predpostavk. Leonardovi poskusi, da bi z uvajanjem opazovanja narave osvobodil znanstveno misel tega prisilnega jopiča, so bili izhodišče za njegovo delo. Leonardo je sprva študiral zgradbo in razmerja, zato da bi jih lahko na svojih slikah natančneje upodobil. Tudi drugi, kot njegov učitelj Verrocchio, so s skalpelom secirali trupla. Vendar pa je Leonardo leta 1488 pričel raziskovati tudi notranje organe in njihovo delovanje. Iz njegovih zapiskov je razvidno, da je do leta 1515 seciral okoli 30 trupel obeh spolov, različne starosti. Da bi poudaril svoje razumevanje organskih funkcij, je Leonardo primerjal anatomijo človeka z anatomijo večjih sesalcev. To je bilo rojstvo primerjalne anatomije, vede, ki je do danes v biologiji izjemno pomembna. Leonardo pa je po vsej verjetnosti načrtoval z Marcantonijem della Torrejem (1482-1512) izdati teoretični del o anatomiji. Leonardove risbe rastlin sodijo med njegove estetsko najbolj dovršene študije. Zaradi svoje natančnosti, bi tudi danes lahko krasile vsako botanično knjigo. Leonardo se je neodvisno od Kopernika dokopal do nekaj izjemnih ugotovitev, na področju astronomije. Ugotovil je, da je Zemlja planet, soodvisen s satelitom Luna ter zvezdo Sonce in da ni v središču osončja, ampak v središču vesolja, kot so menili učenjaki tistih časov. Imel je lastne poglede na vrtenje zemlje okoli osi; na vsem svetu se ne zdani istočasno, tako da je tedaj, ko je na eni polobli poldan, je na drugi strani polnoč. Dokler Leonardo ni spoznal Luca Paciolija, ni imel celostnega znanja matematike in geometrije. Zdi se, da ni nikoli študiral geometrije. Pomen Matematike je strnil v naslednjem stavku : "Nobene znanosti ne more biti, ne da bi uporabili znanje matematike". Leonardo da Vinci je poznal Arhimedovo delo in delo grških ter arabskih fizikov. Od predhodnikov ga loči bistroumnost ter moč opazovanja, odločnosti.
Udeleževal se je avtopsij in izdelal številne izjemno natančne anatomske risbe, ter načrtoval obsežno delo o človeški in primerjalni anatomiji. Okoli leta 1490 je v svoji skicirki izdelal študijo o kanonu proporcev, kot jih opisujejo tedaj nedavno ponovno odkriti zapisi rimskega arhitekta Vitruvija. Študija, imenovana »Razmerja človeškega telesa po Vitruviju«, je eno njegovih najbolj znanih del. Vitruvijevo načelo proporcev človeškega telesa je pogosto omenjeno v renesansi in tudi kasneje. Hotel je dokazati, da Vitruvijeve roke in noge ne morejo doseči roba kocke, takrat je neki kasnejši umetnik to celo poskušal narisati in nato komentiral.
Preučevanje človeške anatomije ga je vodilo k zasnovi prvega zabeleženega robota v zgodovini. Načrt, pozneje imenovan Leonardov robot, je bil verjetno napravljen okoli leta 1495, ponovno odkrit pa šele v 1950. letih. Ni znano, ali je po načrtih kdo poskušal izdelati delujočo napravo.
Očaran nad letenjem je namenil veliko pozornost preučevanju leta ptičev, ter izdelal več načrtov za letalne stroje, med drugim za helikopter (ki ne bi mogel delovati, ker bi se zaradi ohranjanja vrtilne količine vrtel okoli svoje osi), ter lahko jadralno letalo. 3. januarja 1496 je opravil neuspešen preskus letalne naprave lastne konstrukcije.
Leta 1502 je Leonardo za turškega sultana Bajazida II. izdelal načrt za 240 m dolg most, ki bi v enem loku prečkal ožino Zlati rog v Konstantinoplu. Načrt ni bil nikoli izveden, leta 2001 pa so po istih načrtih izdelali mnogo manjši lesen nadhod nad cesto E-18, pri kraju Ås na Norveškem.
Njegovi zapiski vsebujejo tudi številne izume na vojaškem področju : mednje prištevamo strojnico, oklepljen tank na človeški ali konjski pogon, kasetne bombe itd. V poznejših letih je sicer zavzel stališče, da je vojna najslabša od človekovih dejavnosti. Drugi izumi vključujejo kroglični ležaj, podmornico, napravo z zobniki, ki so jo tolmačili kot prvo mehansko računalo, ter avtomobil na vzmetni pogon. V letih, ki jih je preživel v Vatikanu, je načrtoval široko uporabo sončne energije, tako da bi z vboklimi zrcali segreval vodo.
V astronomiji je Leonardo verjel, da Sonce in Luna krožita okrog Zemlje, ter da Luna odbija svetlobo sonca zato, ker je prekrita z vodo.
Leonardo svojih zapiskov ni objavljal ali kakorkoli drugače izmenjeval zamisli s sodobniki, zato niso neposredno vplivali na razvoj znanosti in tehnike, ampak so do 19. stoletja ostali nepoznani. Zaradi tega L. Sprague de Camp v svoji knjigi The Ancient Engineers Leonarda ne obravnava kot prvega sodobnega inženirja, ampak kot zadnjega stare dobe, saj se je šele po njegovem času začela praksa razširjanja in objavljanja znanstvenih odkritij.
Zadnji Leonardov zvezek Codex Leicester je novembra 1994 zamenjal lastnika. Takrat ga je za 31,8 milijona dolarjev kupil ameriški multimilijarder Bill Gates.
Njegovo delo igra pomembno vlogo v knjigi Da Vincijeva šifra.

### Leonardovo Goriško jezero[56]
Beneška republika je Da Vinciju naročila, naj pripravi načrt za obrambo republike pred vpadi turške vojske. Leta 1500 je obiskal in raziskal porečje Soče in Vipave, ki se v Sočo izliva v Sovodnjah. Bil je v Gradiški, v Gorici in v Vipavi. Opazoval je tok obeh rek, izračunal višino naraslih voda in bregov ter zbiral izkušnje tamkajšnjih prebivalcev, za katere je ugotovil, da so sposobni po njegovih načrtih hitro narediti obrambni sistem, ki bi s postavitvijo jezov za zalitje doline ustavil pohod sovražnih Turkov. Načrt je vključeval tudi izdelavo "prestavljive pregrade", ki jo omenja okoli leta 1517 v Franciji, ko je tam preživljal svoja zadnja leta življenja.